# Теория Сера
Теория Сера (Серфа) — направление в дифференциальной топологии, в котором изучаются семейства гладких вещественнозначных функций {\displaystyle f\colon M\to \mathbb {R} } на гладком многообразии {\displaystyle M}, их типичные особенности и топология подпространств, которую эти особенности определяют, как подпространств пространства функций. Названа именем Жана Сера (фр. Jean Cerf), получившего основные результаты в этом направлении в конце 1960-х годов.
Предпосылкой является основной результат теории Морса: если {\displaystyle M} компактно, любая гладкая функция {\displaystyle f\colon M\to \mathbb {R} } может быть приближена функцией Морса и для многих целей можно заменить произвольные функции на {\displaystyle M} функциями Морса. Дальнейшее обобщение зависит от ответа на вопрос: если есть 1-параметрическое семейство функций, которое начинается и кончается функциями Морса, можно ли быть уверенным, что всё семейство состоит из функций Морса? В общем случае ответ отрицательный, например, в семействе {\displaystyle f_{t}(x)=(1/3)x^{3}-tx} функция {\displaystyle f_{-1}} не имеет критических точек, а {\displaystyle f_{1}} является функцией Морса с двумя критическими точками {\displaystyle x=\pm 1}. Сер установил, что 1-параметрическое семейство функций между двумя функциями Морса может быть приближено семейством функций Морса во всех точках времени, кроме конечного числа. Вырождение проявляется в появлении или исчезновении критических точек.
Робион Кёрби использовал теорию Сера в качестве ключевого шага в обосновании исчисления Кёрби.

## Расслоение бесконечномерного пространства
В общему случае, когда {\displaystyle M} является компактным многообразием, пространство функций Морса {\displaystyle \operatorname {Morse} (M\to \mathbb {R} )} является открытым и плотным в пространстве гладких функций {\displaystyle \operatorname {Func} (M\to \mathbb {R} )} в топологии {\displaystyle C^{\infty }}.
Функции Морса можно рассмотреть как открытый слой максимальной размерности в расслоении {\displaystyle \operatorname {Func} (M\to \mathbb {R} )} (не утверждая о существовании такого расслоения, лишь предполагая его существование); в расслоённых пространствах открытый слой коразмерности 0 является открытым и плотным. По предположению, открытый слой с коразмерностью 0 пространства {\displaystyle \operatorname {Func} (M\to R)} является {\displaystyle \operatorname {Morse} (M\to \mathbb {R} )}, то есть {\displaystyle \operatorname {Func} (M)^{0}=\operatorname {Morse} (M)}. В расслоённом пространстве {\displaystyle X} часто {\displaystyle X^{0}} несвязно. Существенной характеристикой слоя с коразмерностью 1 {\displaystyle X^{1}} является то, что любой путь в {\displaystyle X}, который начинается и кончается в {\displaystyle X^{0}}, может быть приближён путём, который пересекает {\displaystyle X^{1}} перпендикулярно в конечном числе точек и не пересекает {\displaystyle X^{i}} для любого {\displaystyle i>1}.
Тогда теория Сера — это теория, изучающая слои {\displaystyle \operatorname {Func} (M)} с положительной коразмерностью, то есть {\displaystyle \operatorname {Func} (M)^{i}} для {\displaystyle i>0}. Например, в случае {\displaystyle f_{t}(x)=x^{3}-tx} только для {\displaystyle t=0} функция не является функцией Морса и {\displaystyle f_{0}(x)=x^{3}} имеет кубическую вырожденную критическую точку, соответствующую появлению/исчезновению особенности.

## Единственный параметр
Теорема Морса утверждает, что если {\displaystyle f\colon M\to \mathbb {R} } является функцией Морса, то рядом с критической точкой {\displaystyle p} она сопряжена с функцией {\displaystyle g\colon \mathbb {R} ^{n}\to \mathbb {R} } вида:
{\displaystyle g(x_{1},x_{2},\dotsc ,x_{n})=f(p)+\epsilon _{1}x_{1}^{2}+\epsilon _{2}x_{2}^{2}+\dotsb +\epsilon _{n}x_{n}^{2}},
где {\displaystyle \epsilon _{i}\in \{\pm 1\}}.
Теорема Сера для 1-параметрического семейства устанавливает существенное свойство слоя коразмерности один: если {\displaystyle f_{t}\colon M\to \mathbb {R} } является 1-параметрическим семейством гладких функций на {\displaystyle M} с {\displaystyle t\in [0,1]} и {\displaystyle f_{0},f_{1}} являются функциями Морса, то существует гладкое 1-параметрическое семейство {\displaystyle F_{t}\colon M\to \mathbb {R} }, такое, что {\displaystyle F_{0}=f_{0},F_{1}=f_{1}}, {\displaystyle F} равномерно близка к {\displaystyle f} в {\displaystyle C^{k}}-топологии на функциях {\displaystyle M\times [0,1]\to \mathbb {R} }. Более того, {\displaystyle F_{t}} являются функциями Морса во всех точках, кроме конечного числа. В точках, в которых функция не является функцией Морса, функция имеет только одну вырожденную критическую точку {\displaystyle p} и рядом с этой точкой семейство {\displaystyle F_{t}} сопряжено с семейством:
{\displaystyle g_{t}(x_{1},x_{2},\dotsc ,x_{n})=f(p)+x_{1}^{3}+\epsilon _{1}tx_{1}+\epsilon _{2}x_{2}^{2}+\dotsb +\epsilon _{n}x_{n}^{2}},
где {\displaystyle \epsilon _{i}\in \{\pm 1\},t\in [-1,1]}. Если {\displaystyle \epsilon _{1}=-1}, это будет 1-параметрическое семейство функций, в котором создаются две критические точки (при возрастании {\displaystyle t}), а для {\displaystyle \epsilon _{1}=1} это будет 1-параметрическое семейство, в котором две критические точки исчезают.

## Предпосылки
Кусочно-линейную задачу Шёнфлиса для {\displaystyle S^{2}\subset \mathbb {R} ^{3}} решил Александер в 1924 году; доказательство было перенесено для гладкого случая Морс и Байада. Сер использовал существенное свойство для доказательства, что любой сохраняющий ориентацию диффеоморфизм {\displaystyle S^{3}} изотопен тождественному, что рассматривается как 1-параметрическое расширение теоремы Шёнфлиса для {\displaystyle S^{2}\subset \mathbb {R} ^{3}}. Следствие {\displaystyle \Gamma _{4}=0} в то время имело широкое применение в дифференциальной топологии. Позднее существенное свойство Сер использовал для доказательства теоремы о псевдоизотопии для многомерных односвязных многообразий. Доказательство является 1-параметрическим расширением доказательства Смейла теоремы о h-кобордизме (Морс, а также Милнор и Сер — Грамэн — Морен переписали по предложению Тома доказательство Смейла в терминах функциональной концепции).
Доказательство Сера построено на работе Тома и Мазера.

## Обобщение
Расслоение дополнения подпространства бесконечной коразмерности пространства гладких отображений {\displaystyle \{f\colon M\to \mathbb {R} \}} изучил Сержерар в конце 1960-х — начале 1970-х годов.
В 1970-е годы задачу классификации для псевдоизотопий многообразий, не являющихся односвязными, решили Хатчер и Вагонер, открыв алгебраические {\displaystyle K_{i}}-разрушения на {\displaystyle \pi _{1}M} ({\displaystyle i=2}) и {\displaystyle \pi _{2}M} ({\displaystyle i=1}), и Киёси Игуса, который открыл разрушения аналогичной природы на {\displaystyle \pi _{1}M} ({\displaystyle i=3}).